# Cálculo de servilleta
Un cálculo de servilleta es un cálculo áspero, típicamente escrito en cualquier pedazo de papel disponible, como una servilleta o la parte de atrás de un sobre. Es más que un estimado, pero menos que un cálculo preciso o un prueba matemática. La característica principal de los cálculos de servilleta es el uso educado de suposiciones simplificadas. La frase es también utilizada en el mundo empresarial para referirse a dibujar rápidamente un sketch o boceto de una idea de negocios o un producto. 
El concepto de cálculo de servilleta es frecuentemente asociado con el físico Enrico Fermi, quien los empleaba frecuentemente para demostrar como se puede estimar el resultado de ecuaciones científicas complejas utilizando cálculos sencillos de este tipo. Eventualmente, desarrolló una serie de cálculos de ejemplo, llamados "Preguntas de Fermi" o "Cálculos de Servilleta", utilizados para resolver problemas de Fermi.

## Ejemplos notables
- El Premio Nobel Charles Townes cuenta que utilizó un sobre de carta de su bolsillo mientras estaba sentado en un parque, para hacer cálculos sobre sus primeras intuiciones sobre los láseres.[4]
- Un protocolo importante de internet, el Border Gateway Protocol, fue dibujado rápidamente en 1989 por ingenieros en "tres servilletas manchadas de ketchup", y todavía se conoce como el "protocolo de las tres servilletas".[5]
- UTF-8, la codificación de caracteres más usada en el World Wide Web,[6] fue diseñado por Ken Thompson and Rob Pike en un mantel individual.[7]
- La curva de Laffer, que pretende mostrar la relación entre reducción de impuestos e ingresos de un gobierno, fue dibujada por Arthur Laffer en 1973 en una servilleta de bar para argumentar a un asistente del Presidente Gerald R. Ford por qué el gobierno federal de Estados Unidos debía reducir los impuestos.[8]
- Jack Conroy hizo los primeros bosquejos del gran avión de carga Pregnant Guppy, requerido para transportar de California a Florida las inmensas partes de la segunda etapa del Saturn I para su lanzamiento como parte del Programa Apolo.[9]
- El Video Toaster, un aparato para edición de video a bajo costo de los 1990s, fue diseñado en individuales de una pizzeria en Topeka-[10]